# Distretto di Anan'ïv
Il distretto di Anan'ïv (in ucraino Ананьївський район?, Anan'ïvs'kyj rajon) era un distretto dell'Ucraina situato nell'oblast' di Odessa; aveva per capoluogo Anan'ïv. La popolazione era di 27.217 persone (stima del 2015). Il distretto fu costituito nel 1961 ed è stato soppresso in seguito alla riforma amministrativa del 2020.